# إسماعيلا سار
إسماعيلا سار (بالفرنسية: Ismaïla Sarr)، (مواليد 25 فبراير 1998)، هو لاعب كرة قدم سنغالي. يلعب في مركز الجناح مع كريستال بالاس في الدوري الإنجليزي الممتاز ومنتخب السنغال.

## مسيرته الكروية

### بدايته المبكرة
ولد إسماعليا سار في سانت لويس، السنغال، بدأ مسيرته في كرة القدم مع النادي السنغالي جينيريشن فووت.

### ميتز
في 13 يوليو 2016، وقع إسماعليا عقده الاحترافي الأول مع نادي ميتز لمدة خمس سنوات. وكان أول ظهور له في الدوري في 13 أغسطس 2016 ضد نادي ليل على ملعب سانت سيمفوريان، أرض ميتز، وأنتصر فريقه بنتيجة 3-2. لعب في هذه المباراة 20 دقيقة، بعد أن دخل بديلاً عن فلورنت موليت.

### رين
في 26 يوليو 2017، وقع إسماعليا عقد لمدة أربع سنوات مع ستاد رين. وتم ذكر أن قيمة الصفقة بلغت 17€ أو 20، وفقا لبعض المصادر. وأختار الانتقال إلى رين على الانتقال إلى برشلونة. وفي 30 يناير 2018 تسبب إسماعليا بأول حالة طرد للاعب باريس سان جيرمان كيليان مبابي في نصف نهائي كأس الرابطة الفرنسية بعد تدخل الأخير عليه بشكل عنيف.

### واتفورد
في 8 أغسطس 2019، انضم إسماعيلا سار إلى نادي نادي واتفورد الذي يلعب في الدوري الإنجليزي الممتاز بعقد مدته خمس سنوات. كانت رسوم النقل المدفوعة إلى رين رقمًا قياسيًا للنادي بالنسبة لواتفورد و تم الإبلاغ عنها بأنها في حدود 30 مليون يورو.

### مارسيليا
في 24 يوليو 2023، انضم سار إلى نادي أولمبيك مارسيليا الفرنسي مقابل 13m€.

### كريستال بالاس
في 1 أغسطس 2024، عاد سار إلى الدوري الإنجليزي الممتاز، ووقع عقدًا مع نادي كريستال بالاس.

## مسيرته الدولية

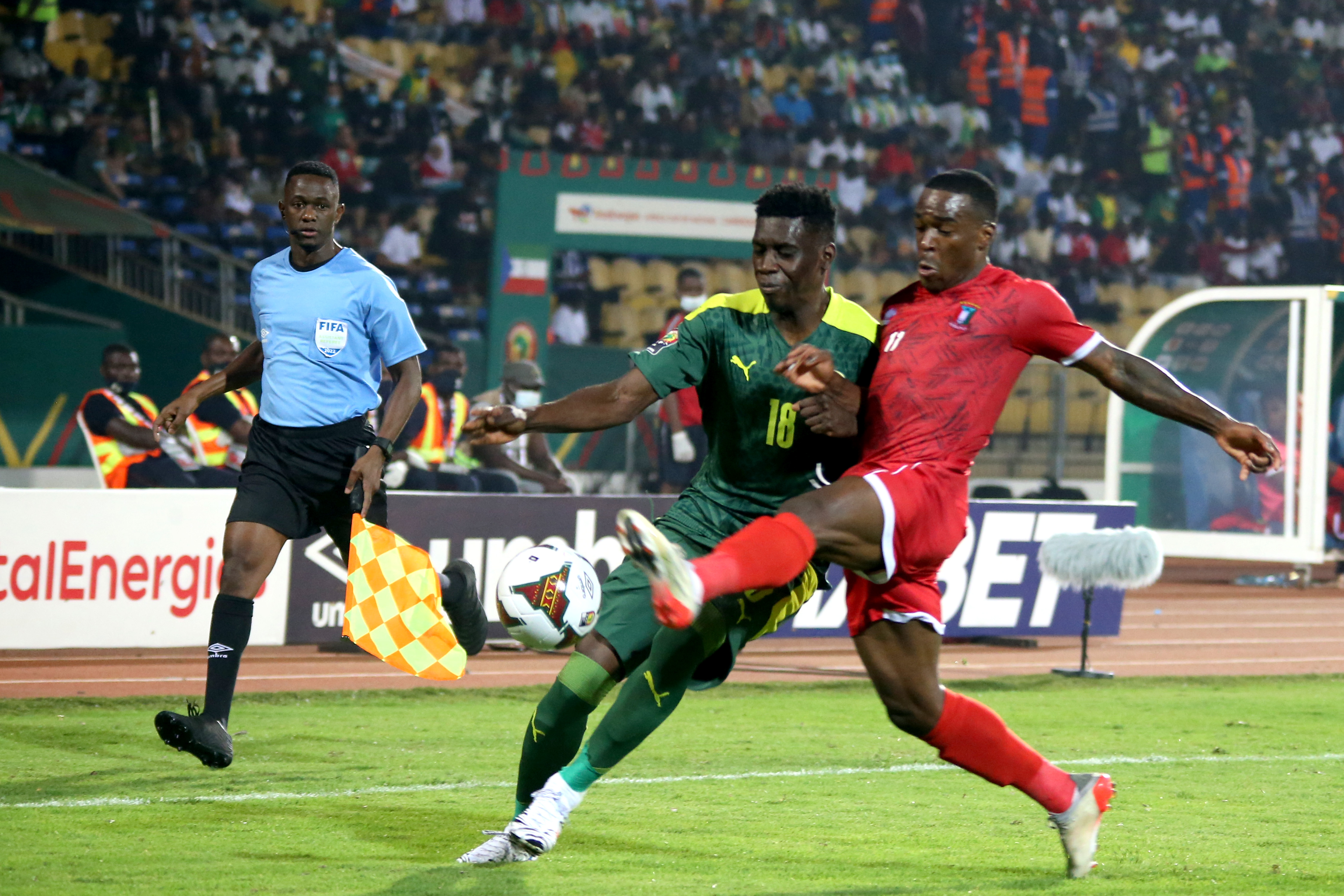
إسماعيلا سار مع منتخب السنغال

وقد مثل إسماعليا بلده مع منتخب السنغال تحت 23 سنة. في عام 2015، لعب في كأس الأمم الأفريقية تحت 23 سنة. في ذلك الوقت، كان يبلغ من العمر 17 عاما فقط. وقد ساهم في احتلال السنغال للمركز الرابع، حيث لعب 3 مباريات.
لعب أول مباراة له مع منتخب السنغال الأول ضد ناميبيا في سبتمبر 2016 في داكار (2-0) خلال تصفيات كأس الأمم الأفريقية 2017، وكان منتخب السنغال متأهل للبطولة قبل بدأ المباراة. في 8 يناير 2017، سجل إسماعليا هدفه الدولي الأول في المباراة الودية ضد ليبيا على الملعب البلدي في كينتيليه، برازافيل.
شارك مع المنتخب السنغالي في الفوز بأول كأس أفريقيا في تاريخه وذلك بالفوز بأمم أفريقيا 2021 التي اقيمت بالكاميرون .
ساهم في تأهل السنغال لكاس العالم 2022 بقطر بفضل ثنائيته مع ساديو ماني .

## الإحصائيات

### النادي
(اعتباراً 26 يناير 2018)
| النادي   | الموسم   | الدوري | الدوري  | الكأس  | الكأس   | كأس السوبر | كأس السوبر | أوروبا | أوروبا  | أخرى   | أخرى    | المجموع | المجموع |
| النادي   | الموسم   | الظهور | الأهداف | الظهور | الأهداف | الظهور     | الأهداف    | الظهور | الأهداف | الظهور | الأهداف | الظهور  | الأهداف |
| -------- | -------- | ------ | ------- | ------ | ------- | ---------- | ---------- | ------ | ------- | ------ | ------- | ------- | ------- |
| ميتز     | 2016–17  | 31     | 5       | 0      | 0       | 2          | 0          | —      | —       | —      | —       | 33      | 5       |
| رين      | 2017–18  | 11     | 2       | 1      | 0       | 1          | 0          | —      | —       | —      | —       | 13      | 2       |
| الإجمالي | الإجمالي | 42     | 7       | 1      | 0       | 3          | 0          | 0      | 0       | 0      | 0       | 46      | 7       |

### المنتخب
آخر تحديث 5 سبتمبر 2017.
| المنتخب | العام   | الظهور | الأهداف |
| ------- | ------- | ------ | ------- |
| السنغال | 2016    | 1      | 0       |
| السنغال | 2017    | 9      | 2       |
| المجموع | المجموع | 10     | 2       |

#### الأهداف الدولية
الأهداف والنتائج مع منتخب السنغال الأول.
| # | التاريخ       | المكان                                                | الخصم        | الهدف | النتيجة | المسابقة               |
| - | ------------- | ----------------------------------------------------- | ------------ | ----- | ------- | ---------------------- |
| 1 | 8 يناير 2017  | الملعب البلدي في كينتيليه،, برازافيل، جمهورية الكونغو | ليبيا        | 2–1   | 2–1     | مباراة ودية            |
| 2 | 5 سبتمبر 2017 | ملعب 4 أغسطس، واغادوغو، بوركينا فاسو                  | بوركينا فاسو | 1–1   | 2–2     | تصفيات كأس العالم 2018 |

## وصلات خارجية
- إسماعيلا سار على موقع الاتحاد الدولي (مؤرشف)  (الإنجليزية)
- إسماعيلا سار على موقع الاتحاد الأوربي (الإنجليزية)
- إسماعيلا سار على موقع رابطة كرة القدم الفرنسية للمحترفين (الإنجليزية)
- إسماعيلا سار على موقع قاعدة بيانات كرة القدم.إي يو (الإنجليزية)
- إسماعيلا سار على موقع ليكيب (الفرنسية)
- إسماعيلا سار على موقع ناشيونال فوتبول تيمز (الإنجليزية)
- إسماعيلا سار على موقع Soccerbase.com (لاعب) (الإنجليزية)
- إسماعيلا سار على موقع Soccerway.com (الإنجليزية)
- إسماعيلا سار على موقع عالم كرة القدم.نت (الإنجليزية)
- إسماعيلا سار على موقع AS.com (الإسبانية)
- الملف الشخصي مع ميتز
- الملف الشخصي في الدوري الفرنسي